# Burger King

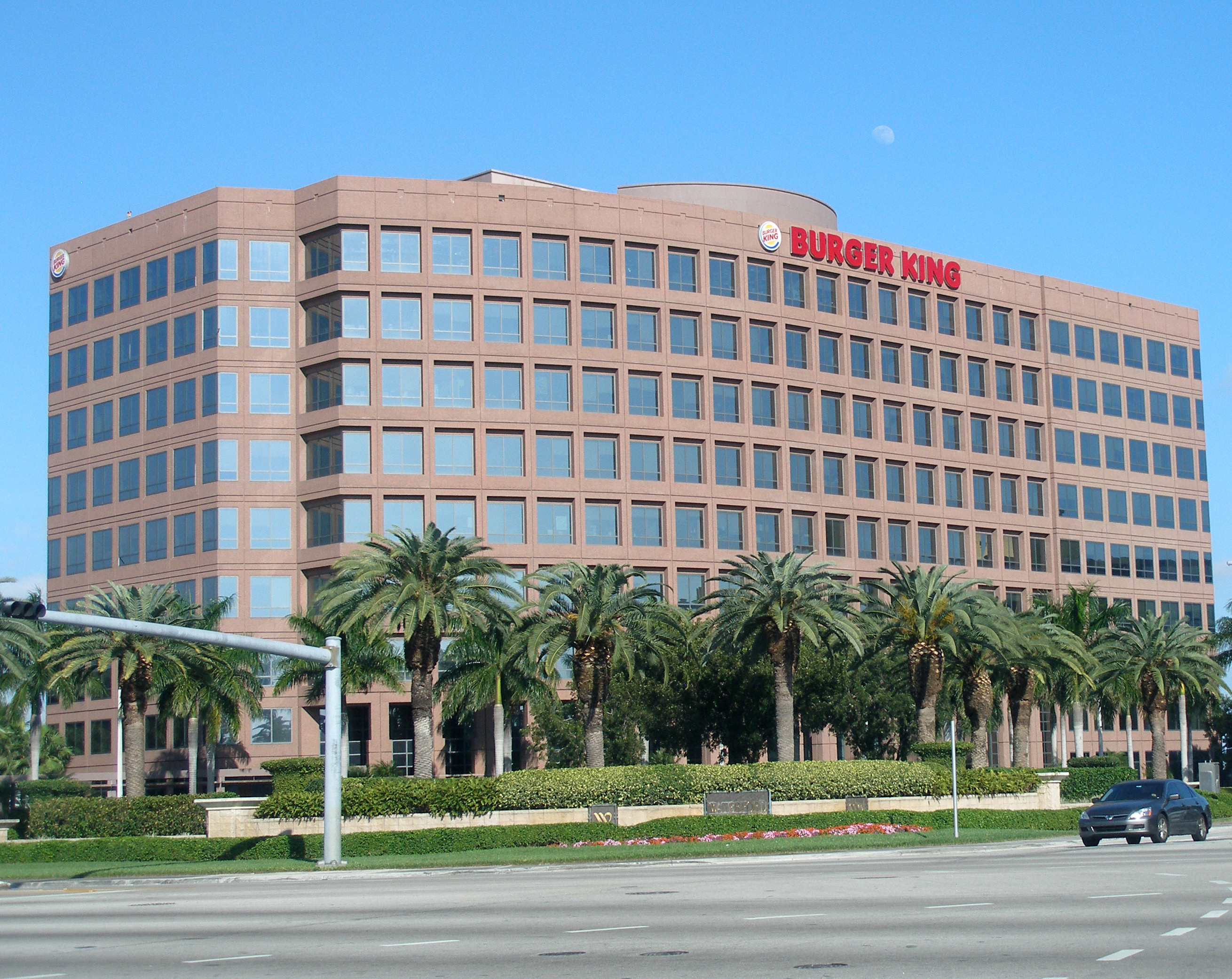
A Burger King főhadiszállása

A Burger King a világ egyik legnagyobb gyorsétteremlánca, amely 2016-ban 15 243 éttermet üzemeltetett az Egyesült Államokban és további 99 országban együttvéve.

## Cégtörténet
A Burger King vállalatot két korábbi étteremtulajdonos, James McLamore és David Edgerton alapította 1954-ben, a Florida állambeli Miamiban. Céljukat úgy fogalmazták meg, hogy elfogadható áron, gyorsan és tiszta környezetben szolgálják ki vendégeiket. Gyors növekedés következett, tíz évvel később 8000 embert foglalkoztattak 274 éttermükben. 1975-ben vezették be a Drive szolgáltatást, vagyis az autós kiszolgálást. Mára a forgalom 60%-a kiadóablakoknál bonyolódik, 18%-a elvitel (nem helyben fogyasztás). A vállalat kevés éttermet üzemeltet közvetlenül; a Burger King egységek többségének üzemeltetési jogát franchise-rendszerben alvállalkozók gyakorolják.
Ausztráliában a lánc Hungry Jack’s néven üzemel.

## Burger King éttermek Európában
| Ország             | Éttermek száma |
| ------------------ | -------------- |
| Ausztria           | 46             |
| Belgium            | 101            |
| Ciprus             | 1              |
| Csehország         | 16             |
| Egyesült Királyság | 502            |
| Észtország         | 1              |
| Finnország         | 37             |
| Franciaország      | 208            |
| Hollandia          | 57             |
| Horvátország       | 3              |
| Lengyelország      | 87             |
| Magyarország       | 50             |
| Észak-Macedónia    | 3              |
| Németország        | 627            |
| Norvégia           | 37             |
| Olaszország        | 158            |
| Oroszország        | 744            |
| Portugália         | 39             |
| Spanyolország      | 754            |
| Svájc              | 55             |
| Szlovénia          | 2              |

## Magyarországi cégtörténet
A Burger King első magyarországi étterme 1991. augusztus 8-án nyílt meg az Oktogonon. 2015-ig ez volt a világ második legnagyobb alapterületű Burger King étterme (ekkor az egységet megfelezték, a felszabaduló üzlethelyiségben Bellozzo néven olasz étterem létesült). Ezek után sorra nyitotta üzleteit, első vidéki éttermét Szegeden. Első autós éttermét a korábbi Wendy’s egységének helyén, 2002-ben alakította ki. Magyarországon 2021-ben ötven Burger King étterem üzemelt, ebből huszonhat a fővárosban. A hazai éttermek kizárólagos üzemeltetője a Fusion Befektetési Zrt., kivéve a Budapest Liszt Ferenc nemzetközi repülőtéren lévő éttermet. 
Az éttermek külső-belső kialakítása világszerte egységes koncepció alapján történik, melynek lényege, hogy az alkalmazott szín-, kép- és formavilág a hetvenes évek Amerikájának hangulatát idézze.

## Whopper

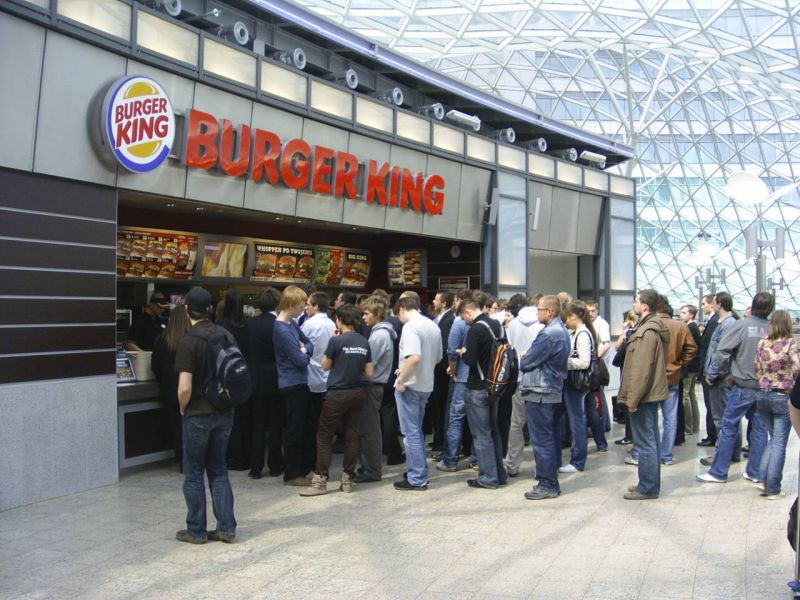
A Burger King egyik varsói étterme

A Burger King alapszendvicsét, a Whoppert 1957-ben vezették be, és mára 1,6 millió darabot adnak el belőle naponta szerte a világon. A Whopper a zsemlén és a húspogácsán kívül uborkát, salátát, paradicsomot, hagymát, majonézt és ketchupot tartalmaz. Az alapváltozat mellett minden étteremben kapható a sajtos Whopper Cheese, a dupla Double Whopper, a baconos és barbecue-szószos Western Whopper, valamint a csirkehúsos Chicken Whopper. Gluténmentes és két vegetáriánus változatban is kínálják.

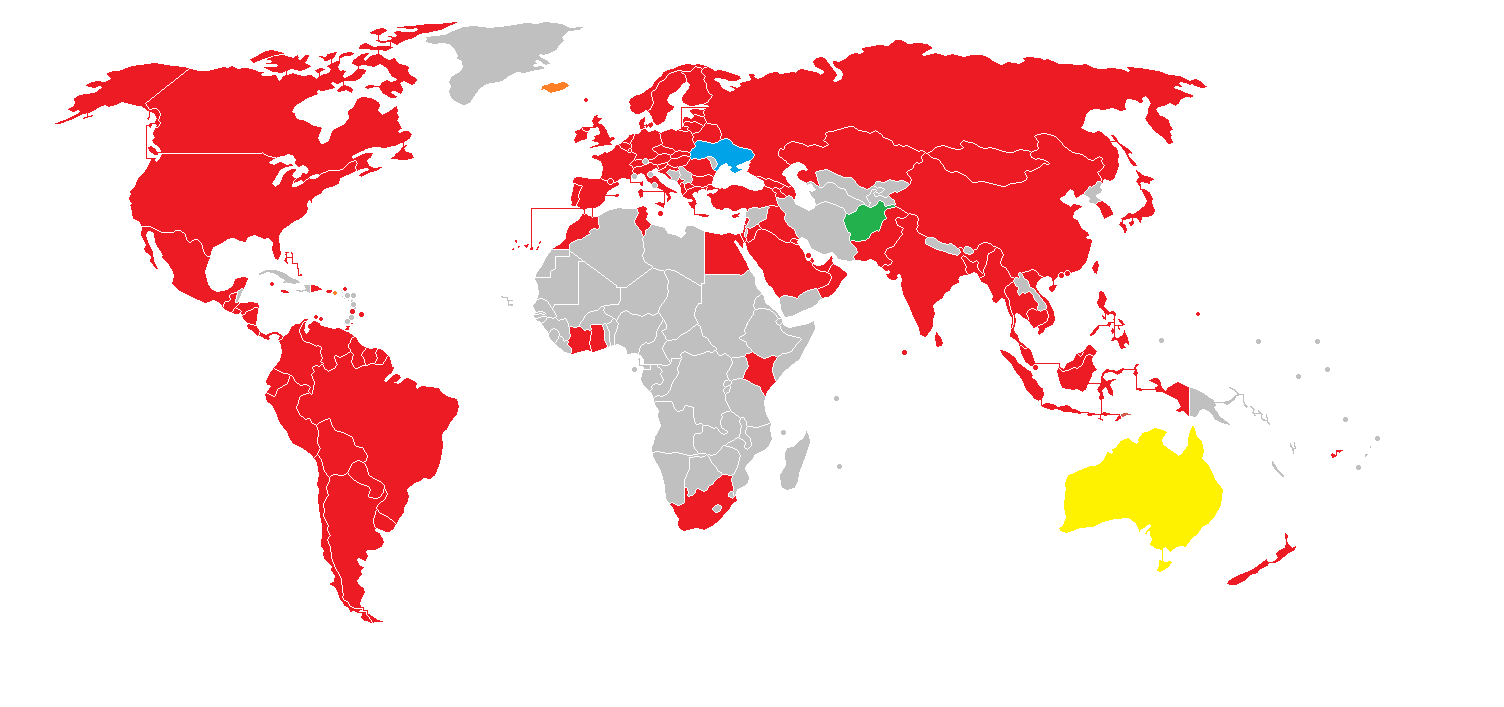
Burger King éttermek a világ országaiban